# Vénus des Arts
Vénus des Arts est une œuvre de l'artiste français Arman. Il s'agit d'une sculpture en bronze, conçue en 1992. Elle est installée à Paris, en France

## Description
L'œuvre est une sculpture en bronze. Elle représente une forme féminine (la Vénus) sur laquelle sont apposés des instruments de musique et de peinture. Sa forme est complètement destructurée et recollée de façon aléatoire en bande. Les instruments disposés sur la femme sont un violoncelle, un piano et une flûte.

## Localisation
La sculpture est installée dans la rue Jacques-Callot, dans le 6e arrondissement de Paris.

## Artiste
Arman (1928-2005) est un artiste peintre, sculpteur français.